# コンホバル (タイグ・モアの子)
タイグ・モアの子コンホバル（Conchobar mac Taidg Mór、882年没）はコノート王（King of Connacht）。
彼はコノート王族（Connachta）の分家ウィ・ブルーイン（Uí Briúin）の氏族Síol Muireadaigh出身であり、祖父はやはりコノート王だったMuirgius（Muirgius mac Tommaltaig、815年没）である。
父タイグ・モア（Tadg Mór、810年没）は、祖父Muirgiusとコノートの少数部族たちとの戦いの中で戦死している。
コノート地方のオコンホバル（Ó Conchobhair、オコーナー）氏族は彼の名によるものである。

## 生涯
彼が王位にあった正確な年は定かでない。レンスターの書（Book of Leinster）の王者の一覧によると彼の支配は27年間であり、おおよそ855年から882年までと推定される 。
なお、共同統治者であるモール・コハドの子マグロン（Mugron mac Máele Cothaid）の死は872年とされている。
コノートはこの期間、アイルランド上王（High King of Ireland）の支配下となった。860年にコノートの男たちは、コールマン氏族（Clann Cholmáin）出身の上王モール・セックネール（Máel Sechnaill mac Máele Ruanaid、862年没）による北のウィ・ニール（Ui Neill）への遠征に参加した。彼らはアーマー近くのMag Dumaiでの野営中に襲撃を受けて停止して撃退し、遠征は引き分けに終わった。
863年、ウィ・ニールの分家ケネル・エオガン（Cenél nEógain）から出た新しい上王エイ・フィンズリアス（Áed Findliath、879年没）が、自らの権威を課すためコノートへの遠征を行った。
868年、コンホバルはCell Ua nDaigriの戦い（Battle of Cell Ua nDaigri）において、上王エイ・フィンズリアスの味方としてダブリン北部ブレガの王（King of Brega）ゴナイングの子フラン（Flann mac Conaing、868年没）およびそのヴァイキング同盟軍と戦い、数では圧倒されながらも勝利を収めた。
一説では、コンホバルの配下の王である、ウィ・ブルーイン・ナ・シンナ（Ui Briuin Na Sinna）の領主マナハン（Mannachan）がフランを殺害したと言われている。
 "マナハンによる偉大な勝利、すさまじい武勇の英雄、ゴナイングの子の首を手に持ち、Tadhgの息子の顔より前に晒し"
アイルランドの年代記断章（Fragmentary Annals of Ireland）は、867年にノース人が本拠地のリムリックへ向かう途上にコノート地方を通過して襲撃してきたが待ち伏せしていたコノートの男たちに敗北したと記録している。
873年にコノート地方は、マンスター王（King of Munster）ダナハ（Dúnchad mac Duib-dá-Bairenn、888年没）とレンスター・マンスターの境界に位置するオスリゲの王（king of Osraige）ケルバル（Cerball mac Dúnlainge、888年没）の攻撃を受けた。
コノートの継承者、キナエダ（Cinaed）の子アバン（Abán）は、867年にウィ・マイン（Uí Maine）王ディアルマイトの子Sochlachán（Sochlachan mac Diarmata）の手によって焼死した。また、872年に相続人であり共同統治者であったマグロンが没した。
コンホバル自身は、年代記によれば老年まで生き882年に亡くなった。

## 家族
コンホバルは、上王モール・セックネールの娘アルバ（Ailbe）と結婚していた。コンホバルの息子たちのうち、エイ（Áed mac Conchobair、888年没）、タイグ（Tadg mac Conchobair、900年没）、カハル（Cathal mac Conchobair、925年没）はみなコノート王となっている。他の息子に、Máel Cluiche（913年没）がいる。
カハルの子孫は、コンホバルの子孫を示すウア・コンホバル（Ua Conchobair、現代のオコーナー/オコナー（O'Connor））として知られた。